# Charlie Haas
Charles Doyle Haas II (* 27. März 1972 in Edmond, Oklahoma), besser bekannt unter seinem Ringnamen Charlie Haas, ist ein US-amerikanischer Wrestler. Seit dem 10. Juni 2005 ist Charlie Haas mit Jackie Gayda verheiratet. Am 14. Dezember 2006 wurde die gemeinsame Tochter, Kayla Jacquelyn Haas, geboren. Derzeit tritt er independent, aber hauptsächlich für Ring of Honor, an.

## Karriere

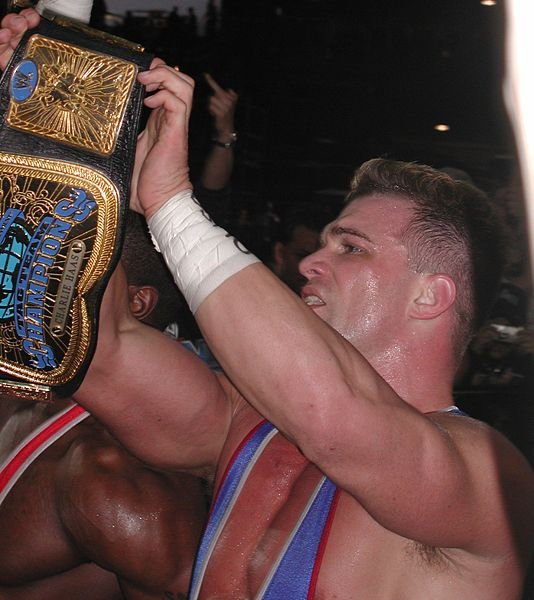
Haas als WWE Tag Team Champion

### Anfänge
Zusammen mit seinem Bruder Thomas Russell Haas bildete er das Tag Team Haas Brothers und konnte mehrere Titel in verschiedenen Ligen holen. Sein Bruder verstarb im Dezember 2001 an Herzversagen.

### WWE
Am 26. Dezember 2002 gab er sein Debüt für World Wrestling Entertainment. Dort bildete er mit Shelton Benjamin das Team Angle. Chef dieses Teams war Kurt Angle. Dieser trennte sich vom Team und so machten Haas und Benjamin als Worlds Greatest Tag Team weiter. Zusammen gewann sie 2-mal den WWE Tag Team Title. Jedoch wechselte Benjamin 2004 zu RAW. Haas fand in Rico einen neuen Partner. Auch mit ihm konnte er die Tag Team Titel gewinnen. Rico wurde jedoch nach einiger Zeit entlassen.
Haas machte eine Zeit lang allein weiter, ehe er und Hardcore Holly ein Team bildeten. Sie fehdeten gegen MNM (Joey Mercury, Johnny Nitro und Melina Perez) um die Tag Team Titel, konnten sie jedoch nicht gewinnen. Im Juli 2005 wurde Haas entlassen.

### Independent-Bereich
Danach war er kurze Zeit bei Jersey All Pro Wrestling aktiv. Bei Ballpark Brawl konnte er den Natural Heavyweight Championship erringen. Danach arbeitete er für die ECWA und ging dann anschließend zu Professional Championship Wrestling.

### Rückkehr zur WWE
Am 17. April 2006 kehrte Haas zur WWE zurück. Im Juni hatte er eine Fehde mit Viscera, bildete aber später ein Tag Team mit ihm. Im Dezember gab es ein Comeback des Worlds Greatest Tag Team, mit ihm und Benjamin. Das Team hatte Fehden gegen The Highlanders, Cryme Time und die Hardy Boyz. Das Team wurde erneut aufgelöst als Benjamin zum ECW-Brand wechselte.
Am 31. August 2007 erschien sein Name auf einer Liste von Wrestlern, die Dopingmittel von der Firma Signatur Pharmacy bezogen haben sollen und er wurde daraufhin für 30 Tage suspendiert.
Anfang 2008 erschien Haas mit einem Gimmick, in dem er sich mitten im Match unter den Ring begab und mit einer Maske wieder in das Match einstieg. In seinem folgenden Alter-Ego zeigte Haas vermehrt Luchador ähnliche Techniken in einer comicartig verzerrten Version. Als Beispiel zeigte er einen Diving Splash, aber landete nicht wie üblich mit seinem Oberkörper auf seinem Gegner, sondern mit den Füßen voran. Oft kam es vor, dass sein Gegner ihn nach kurzer Zeit wieder demaskierte, was zur Folge hatte, dass Haas wieder in seinem üblichen Stil zurückkehrte. Im Juli 2008 wurde dieses Gimmick wieder verworfen.
Im späten August begann Haas nach einem Wechsel zu einem sogenannten Babyface, also einem Wrestler, den die Fans mögen sollen, andere Wrestler nachzuahmen. Dieses beruht auf der Idee von John Laurinaitis.
Sein erstes Match mit diesem Gimmick war gegen Carlitos echten Bruder Primo Colón eben als dessen Bruder unter dem Namen „Charlito“, welches Haas verlor. Dies setzte den Beginn der Nachahmungen und Parodien durch Haas auf andere Wrestler, die ähnlich wie die Parodien von Stevie Richards bei der originalen ECW abliefen, aber auch an Punkte in der Karriere von Big Show und Kurt Angle in der WWE erinnern.
Er porträtierte unter anderen solche Superstars wie John Cena, John „Bradshaw“ Layfield, Mr. Perfect, Jim Ross, The Great Khali (unter Begleitung dessen echten Managers), Stone Cold Steve Austin, Bret Hart, Hulk Hogan und auch Beth Phoenix, wofür er einen Slammy Award gewann.
Am 15. April 2009 wechselte er durch die WWE Draft zu SmackDown und legte sein Nachahmungsgimmick nieder. Es folgte dort unter anderem eine kurze Reunion mit Shelton Benjamin. Am 28. Februar 2010 wurde Haas von der WWE entlassen.

### Independent
Nachdem Haas entlassen worden war, trat er am 20. März 2010 bei Jersey All Pro Wrestling an und durfte dort den JAPW New Jersey State Title erringen. Haas trat dann bei mehreren Independentligen in Amerika, Europa und Japan auf. Seit dem 11. September 2010 tritt er für Ring of Honor an, wo er mit seinem alten Tag Team-Partner Shelton Benjamin das World’s Greatest Tag Team reaktivierte, welches am 1. April 2011 die ROH World Tag Team Championship von den Kings of Wrestling gewinnen konnte. Nach dem Titelverlust an die Briscoe Brothers am 23. Dezember 2011, gewannen sie die Titel von jenen am 12. Mai 2012 bei Border Wars zurück. Bei Best In The World verloren sie die Titel an The All-Night Express (Kenny King & Rhett Titus).

## Titel
- Combat Zone Wrestling

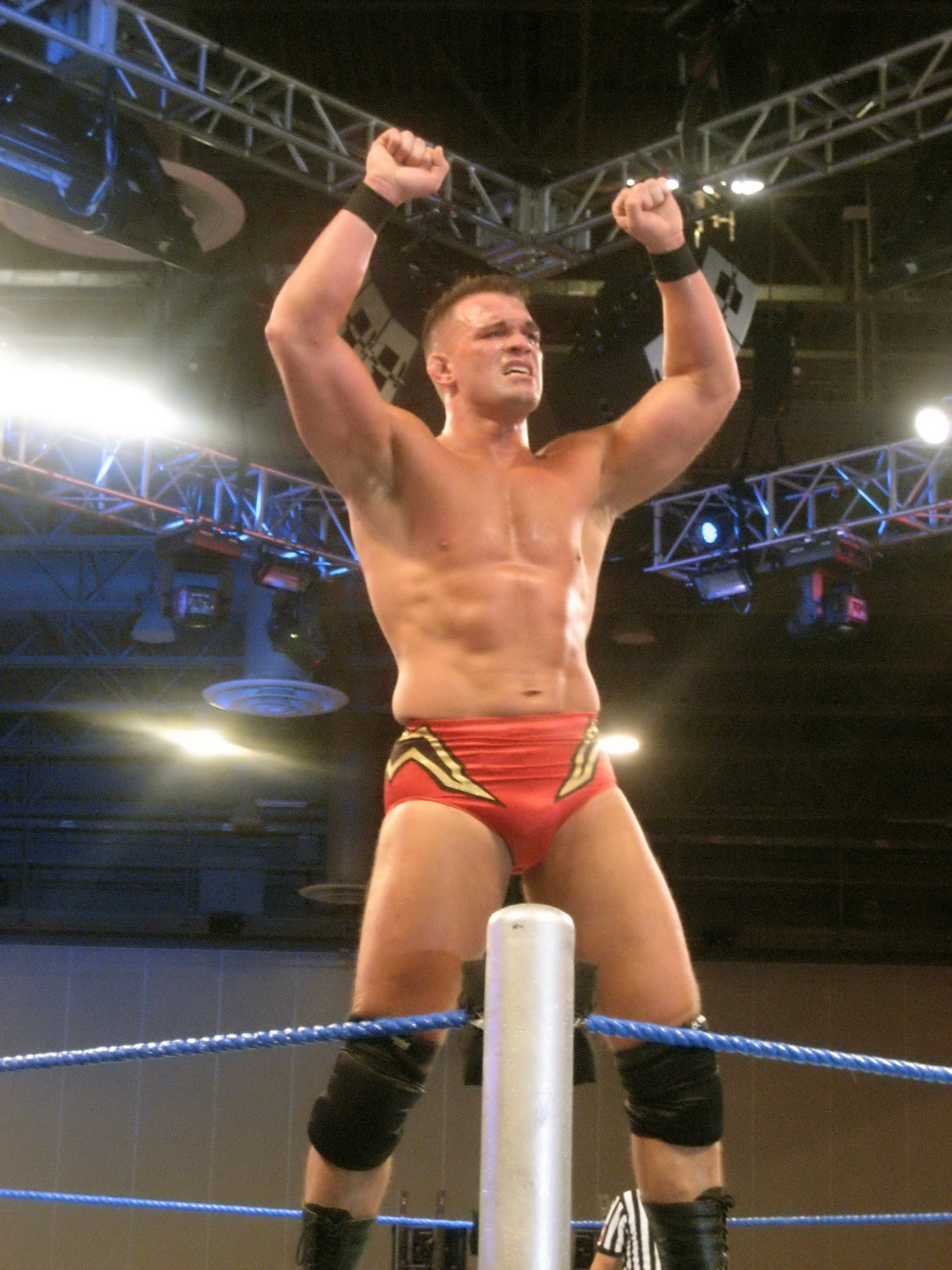
Haas posiert im Ring

  - 1× CZW Tag Team Champion (mit Russ Haas)

- East Coast Wrestling Association
  - 1× ECWA Tag Team Champion (mit Russ Haas)
  - Mitglied der ECWA-Hall of Fame seit 2004

- Heartland Wrestling Association
  - 1× HWA Heavyweight Champion

- Jersey All Pro Wrestling
  - 2× JAPW Tag Team Champion (2× mit Russ Haas)
  - 1× JAPW NJ State Champion

- Memphis Championship Wrestling
  - 3× MCW Tag Team Champion (3× mit Russ Haas)

- Ring of Honor
  - 2× ROH World Tag Team Champion (mit Shelton Benjamin)

- World Wrestling Entertainment
  - 3× WWE Tag Team Champion (2× mit Shelton Benjamin, 1× mit Rico)